# Virita
Virita – wieś w Estonii, w prowincji Sarema, w gminie Kihelkonna.